# دانشگاه فیلیپین شرقی
دانشگاه فیلیپین شرقی (فیلیپینی: Pamantasan ng Silangang Pilipinas) یک دانشگاه دولتی در فیلیپین است. این دانشگاه تنها دانشگاه دولتی جامع در ویسایاس شرقی است که بیشترین تعداد رشته‌های کارشناسی و کارشناسی ارشد و دوره‌های کوتاه مدت و گواهینامه‌ها را در بین موسسات آموزش عالی در منطقه ارائه می‌دهد. دانشگاه فیلیپین شرقی اولین دانشگاه دولتی در ویسایاس است.
از ۳۱ دسامبر ۲۰۱۲، بیش از ۴۰ رشته تحصیلی دانشگاه فیلیپین شرقی برای اعتبار گرفتن در آژانس اعتباربخشی کالج‌ها و دانشگاه‌های مجاز در فیلیپین (AACCUP) تأیید یا ارائه شده‌است.